# How It Feels to Be Lost
How It Feels to Be Lost es el sexto Álbum de estudio de la banda estadounidense Sleeping with Sirens. El álbum fue lanzado el 6 de septiembre de 2019, siendo el sucesor de su anterior álbum Gossip (2017) y será su primer lanzamiento en Sumerian Records desde que se fue con Warner Bros. Records. También es su último álbum con el baterista original Gabe Barham, quien se separó de la banda una semana antes del lanzamiento del álbum.
El álbum extrajo por cuatro sencillos; "Leave It All Behind", "Break Me Down", "Agree to Disagree" y "How it Feels To Be Lost". Para promocionar el álbum, la banda recorrió la totalidad del Rockstar Energy Disrupt Festival inaugural de junio a julio de 2019 y se embarcará en una gira conjunta de América del Norte en 2019 con Bring Me the Horizon.
El 21 de agosto de 2020 se lanzará una edición de lujo del álbum, con una nueva canción llamada "Talking to Myself" que se lanzó el 24 de julio de 2020.

## Antecedentes
En julio de 2017, se anunció que Sleeping with Sirens había firmado un contrato de grabación con el sello discográfico Warner Bros. Records. La banda lanzó su primer sencillo de radio, "Legends", el 14 de julio de 2017, a críticas mixtas. En una entrevista con KROQ-FM, el líder del grupo, Kellin Quinn, explicó: "Legends es una de las primeras canciones que hicieron clic cuando empezamos a escribir este disco", recuerda Quinn. "Comenzamos a crear música y tenía un sonido tan épico. El gancho acaba de llegar a mí. Estaba pensando en todo lo que hemos pasado como banda y en el camino que estamos tratando de recorrer, y todo lo que quieres hacer en tu vida simplemente como un ser humano: la letra, 'Podríamos ser leyendas después de todo' es algo que tiene mucho sentido porque nada está garantizado en la vida, pero si haces el trabajo y "El esfuerzo e intentas todo lo que puedes y sigues tus sueños, entonces quizás puedas hacer que algo realmente increíble suceda con tu vida. Esa es básicamente la idea detrás de la canción". El 22 de septiembre de 2017, la banda lanzó su quinto álbum de estudio Gossip en Warner Bros. Records, que fue lanzado para mezclarse generalmente con críticas positivas. En apoyo del álbum, la banda realizó una gira por Estados Unidos y Canadá en el Gossip Tour del 31 de agosto al 1 de octubre de 2017, y se embarcó en una gira mundial en 2018.
Quinn expresó sus sentimientos al recorrer y interpretar las pistas de Gossip en una entrevista de 2019 con Loudwire. "Un año o dos después de recorrer ese disco, me costó mucho subir al escenario y creer en las cosas que decía. No me sentía como una leyenda. No sentía todas esas cosas positivas que estaba intentando para empujar a la gente. Después de Gossip, no estábamos seguros de lo que íbamos a hacer. Hablamos de que tal vez hicimos una pausa".

## Lista de canciones
| N.º | Título                                              | Duración |  |
| 1.  | «Leave It All Behind»                               | 3:18     |  |
| 2.  | «Never Enough» (con Benji Madden de Good Charlotte) | 3:42     |  |
| 3.  | «How It Feels to Be Lost»                           | 3:38     |  |
| 4.  | «Agree to Disagree»                                 | 3:03     |  |
| 5.  | «Ghost»                                             | 3:26     |  |
| 6.  | «Blood Lines»                                       | 3:28     |  |
| 7.  | «Break Me Down»                                     | 3:11     |  |
| 8.  | «Another Nightmare»                                 | 3:33     |  |
| 9.  | «P.S. Missing You»                                  | 4:15     |  |
| 10. | «Medicine (Devil in My Head)»                       | 3:14     |  |
| 11. | «Dying to Believe»                                  | 3:37     |  |

## Personal
Sleeping With Sirens
- Kellin Quinn - Voz principal, teclados
- Justin Hills - Bajo eléctrico, coros
- Jack Fowler - Guitarra principal, programación
- Nick Martin - Guitarra rítmica, coros